# Сятіхоко
Сятіхоко (яп. 鯱, сятіхоко, «риба-тигр») — міфічна істота з тілом риби, головою тигра, піднятим догори хвостом і гострим пилкоподібним плавником на спині. Вважається, що вона може викликати дощ. Її зображення часто використовують в архітектурі Східної Азії, зокрема Японії, як протипожежний амулет.
Скульптури сятіхоко виготовляли з глини, дерева чи каменю. Їх кріпили з обох боків головної балки даху храмів і замків як прикраси-обереги. Інколи ці скульптури покривали золотом, засвідчуюючи велич господаря будівлі.

## Галерея

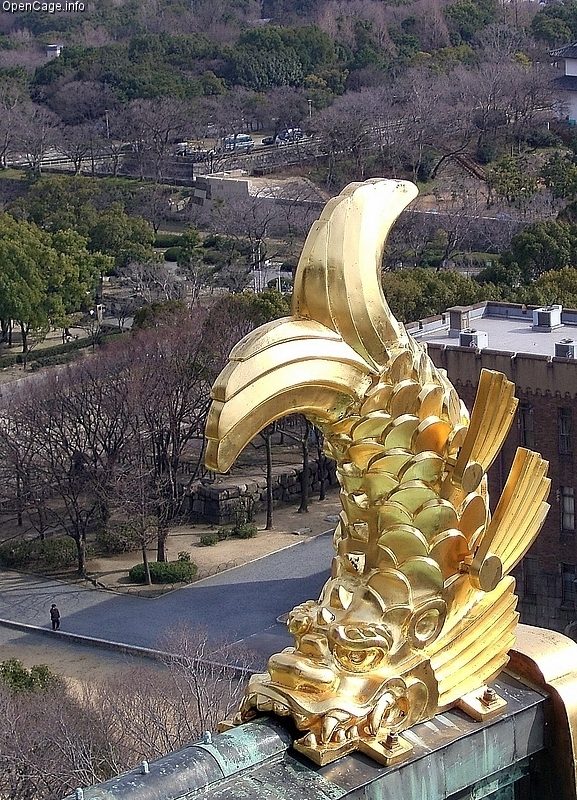
Золота сятіхоко на даху головної башти Осацького замку.
Золота сятіхоко з замку Окаяма.Золота сятіхоко з замку Окаяма.
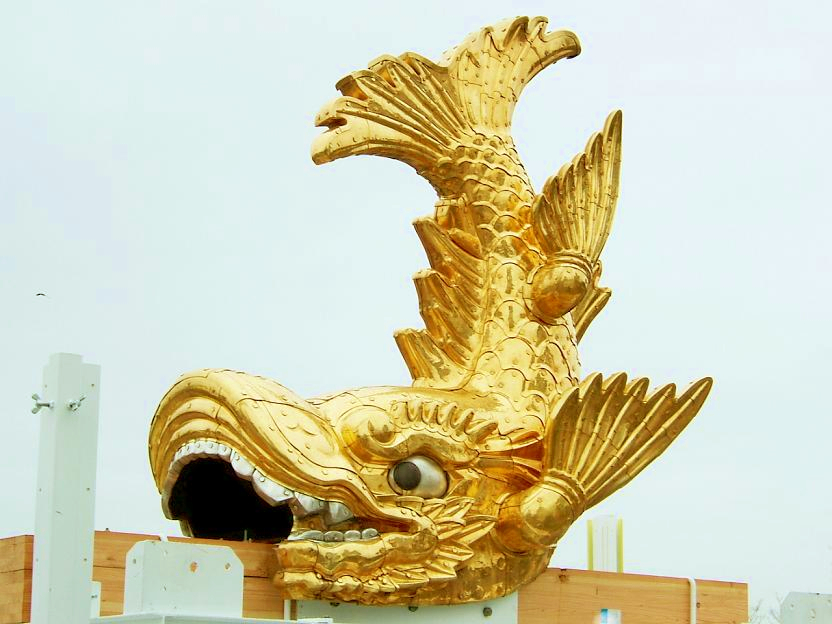
Золота сятіхоко з замку Наґоя.